# 웃기
웃기는 떡, 포, 과일 따위를 괸 위에 모양을 내기 위하여 얹는 재료이다. 합이나 접시에 담은 떡 위에 모양을 내기 위하여 얹거나 꽂는 떡은 웃기 또는 웃기떡이라 부르는데, 여러 가지 색깔로 물을 들여 다양한 모양으로 만든다.

## 종류
- 돈전병
- 묵전
- 부꾸미
- 산병
- 산승
- 색절편
- 오입쟁이떡
- 주악
- 화전

## 같이 보기
- 가니시
- 고명
- 고물